# John Scalzi
John Michael Scalzi II (Fairfield, California, 10 de mayo de 1969) es un autor de ciencia ficción estadounidense. En 2006 fue galardonado con el premio John W. Campbell al mejor escritor novel y a lo largo de su carrera ha recibido diversos premios, entre ellos varios Hugo y Locus. Es conocido por su blog Whatever, donde escribe tanto sobre ciencia ficción como sobre diversos temas de interés social, y por su saga La vieja guardia (Old Man's War), iniciada en 2005. Su obra se caracteriza por combinar la novela de aventuras y la ciencia ficción clásica, en un tono marcado por la ironía y el humor negro.
Es también autor de algunos libros de no ficción y columnista en medios de prensa, en los que escribe principalmente sobre cine, videojuegos o finanzas. Ha sido consultor creativo para la serie de televisión Stargate Universe y entre 2010 y 2013 fue presidente de la SFWA, la Asociación de escritores de ciencia ficción y fantasía de Estados Unidos (Science Fiction and Fantasy Writers of America).

## Vida personal
Scalzi nació en Fairfield (California), hijo de una madre soltera, y creció con sus dos hermanos en los suburbios de Los Ángeles, con una infancia marcada por una precaria economía familiar. En 1991 se graduó en Filosofía en la Universidad de Chicago. Está casado, tiene una hija y desde 2001 reside en Ohio.
Se autodefine políticamente como republicano liberal y, al margen de su actividad literaria, ha utilizado reiteradamente su blog Whatever para posicionarse públicamente sobre diversos temas de interés social.
Como consecuencia de las duras condiciones familiares durante su infancia, con penurias económicas que en ocasiones rozaban la indigencia, tras el desastre provocado por el huracán Katrina en agosto de 2005 publicó en su blog un post titulado Being Poor (Ser pobre), que alcanzó gran repercusión al reflejarlo diversos medios como el Chicago Tribune o la CNN.
También a través de su blog, ha manifestado su apoyo al feminismo y al matrimonio entre personas del mismo sexo. En 2012, en respuesta al acoso reiterado de un trol en su blog, publicó un post donde afirmaba lo siguiente:

In the role playing game known as The Real World ,  “Straight White Male” is the lowest difficulty setting there is. (En el juego de rol conocido como El Mundo Real ,  “hombre blanco heterosexual” es el nivel de dificultad más bajo que existe.)

Ese comentario provocó cientos de respuestas airadas, llegando algunos lectores a asegurar que no volverían a comprar sus libros nunca más, ante lo cual afirmó que no dejaría que las cifras de ventas de sus libros le dictaran lo que quisiera decir en su blog.
En 2013 anunció su política personal contra el acoso sexual, según la cual se negaría a asistir en el futuro a cualquier convención que no adoptara medidas firmes para acabar con el acoso sexual a las personas asistentes.

## Trayectoria profesional

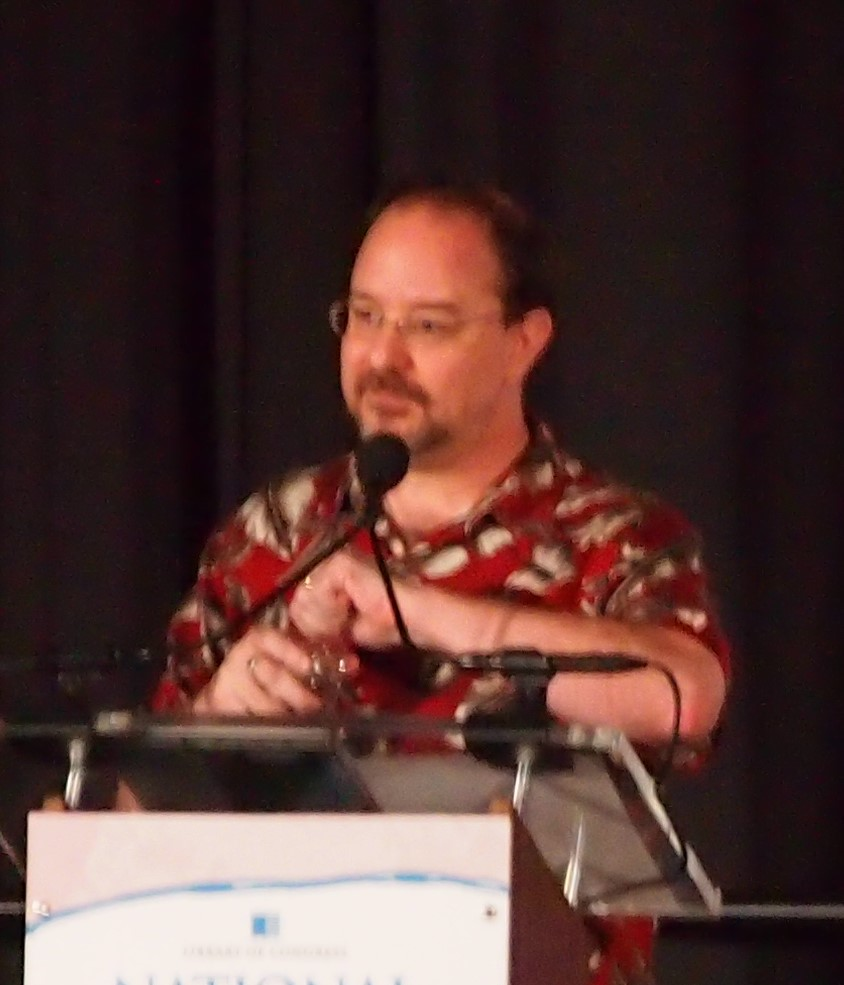
El actor John Scalzi durante una lectura de su obra en el Festival Nacional del Libro de 2017

### Inicios
Mientras estudiaba Filosofía en Chicago, Scalzi trabajó como redactor y editor en el periódico Chicago Maroon. Tras licenciarse en 1991, retornó a su California natal y empezó a trabajar como crítico de cine en el periódico The Fresno Bee, donde permaneció varios años. En 1996 se trasladó a Washington D. C. tras ser contratado por AOL (America Online) para trabajar como redactor y editor. Unos años más tarde, cuando AOL redujo su tamaño y su plantilla, aprovechó la oportunidad para convertirse en escritor independiente.
En 1998 inició su blog Whatever, donde posteriormente autopublicaría sus dos primeras novelas: El agente de las estrellas (Agent to the Stars) y La vieja guardia (Old Man's War).
El agente de las estrellas, escrita en 1997, es una visión satírica del mundo del espectáculo. Es una historia de primer contacto, que trata sobre un joven agente de Hollywood contratado por un extraterrestre para hacer que su especie resulte más atractiva para los humanos. Tras buscar sin éxito una editorial que se interesara por ella, en 1999 la publicó en su blog proponiendo a sus lectores que le donaran un dólar si tras leerla les había gustado, recaudando cerca de 4.000 dólares. La novela fue finalmente publicada en 2005 en una tirada corta por Subterranean Press, una pequeña editorial especializada en fantasía y ciencia ficción.

### Obras destacadas
La vieja guardia, perteneciente al subgénero de la ciencia ficción militar, la publicó inicialmente por entregas en Whatever a partir de 2002. La obra es un homenaje a Tropas del espacio (Starship Troopers, 1959) de Robert A. Heinlein, escrita casi medio siglo antes, y tiene también influencias de La guerra interminable (The Forever War, 1974) de Joe Haldeman. La historia narra las peripecias de John Perry, quien al cumplir los 75 años decide alistarse en las Fuerzas de Defensa Coloniales para luchar contra enemigos alienígenas de la raza humana, tras ser sometido previamente a un proceso de rejuvenecimiento y ampliación de sus capacidades físicas. Su publicación por entregas en Whatever atrajo la atención de la editorial Tor Books, que la publicó como novela en 2005 y se convirtió en su editorial de referencia, haciendo posible el despegue de su carrera literaria. Un año más tarde, en 2006, Scalzi recibió el premio John W. Campbell al mejor escritor novel por esta obra, que fue también nominada a los Premios Hugo. La vieja guardia tuvo continuación en los años posteriores dando lugar a la saga del mismo nombre, compuesta por un total de seis novelas escritas entre 2005 y 2015.
En 2013 publicó Redshirts, una novela de ciencia ficción en clave de humor inspirada en los tripulantes anónimos de la serie Star Trek original, emitida entre 1966 y 1969. La trama se centra en esos personajes secundarios, conocidos como camisas rojas (redshirts) por el color de sus uniformes, que eran frecuentemente eliminados de forma violenta por los guionistas para realzar la situación de peligro vivida por los personajes principales de la serie, los cuales por contra siempre salían indemnes de esas situaciones. Redshirts obtuvo los premios Hugo y Locus ese mismo año y el Premio Geffen en 2016.
Tras el éxito de la saga de La vieja guardia y de Redshirts, en mayo de 2015 Tor Books le ofreció un contrato de 3.4 millones de dólares a cambio de escribir trece libros en los siguientes diez años.

### Otras actividades
Además de su obra literaria, es también autor de varios libros de no ficción y columnista en diversos medios de prensa, donde escribe sobre cine, videojuegos o finanzas. También ha sido consultor creativo para la serie de televisión Stargate Universe y guionista del videojuego Midnight Star. Entre 2010 y 2013 fue presidente de la SFWA, la Asociación de escritores de ciencia ficción y fantasía de Estados Unidos (Science Fiction and Fantasy Writers of America).
Sus novelas han sido publicadas en español por el sello editorial Minotauro, del Grupo Planeta, especializado en ciencia ficción y literatura fantástica. En 2015, con motivo de su 60 aniversario, Minotauro publicó una edición especial del clásico de ciencia ficción Crónicas marcianas de Ray Bradbury, la primera obra publicada por la editorial tras su creación en 1955. Esta edición conmemorativa, además del prólogo de Borges de la edición original, incorporó otros dos nuevos prólogos escritos por el propio Bradbury y por Scalzi.

## Obras más importantes

### Sagas
Old Man's War (La vieja guardia)
- Old Man's War / La vieja guardia (2005)
- The Ghost Brigades / Las brigadas fantasma (2006)
- The Last Colony / La colonia perdida (2007)
- Zoe's Tale / La historia de Zoë (2008)
- The Human Division / La humanidad dividida (2013)
- The End of All Things / El final de todas las cosas (2015)

Lock In
- Lock In (2014)
- Head On (2018)

The Interdependency (La Interdependencia)
- The Collapsing Empire / El fin del imperio (2017)
- The Consuming Fire / El imperio en llamas (2018)
- The Last Emperox / La última emperox (2020)

### Obras independientes
- Agent to the Stars / El agente de las estrellas (1999 en Whatever; 2005 en Subterranean Press; 2008 en Tor Books)
- The Android's Dream / El sueño del androide (2006)
- Fuzzy Nation / El visitante inesperado (2011)
- Redshirts / Redshirts (2012)
- The Kaiju Preservation Society / La Sociedad por la Preservación de los Kaiju (2022)

## Adaptaciones
Tres de sus relatos han sido adaptados por Netflix en sendos episodios de la primera temporada de su serie de animación para adultos Love, Death & Robots (2019). El relato Three Robots Experience Objects Left Behind from the Era of Humans for the First Time, publicado en la antología Robots vs. Fairies (2018), fue adaptado como Three Robots; el relato corto When the Yogurt Took Over (2010) mantuvo su título original; y Missives from Possible Futures #1: Alternate History Search Results (2007) apareció como Alternate Histories.

## Premios
- 2006 — Premio John W. Campbell al mejor escritor novel.[30]
- 2007 — Premio Geffen por la novela La vieja guardia (Old Man's War).[31]
- 2008 — Premio Hugo al mejor escritor aficionado.[32]
- 2009 — Premio Hugo al mejor libro de no ficción por Your Hate Mail Will Be Graded: A Decade of Whatever 1998–2008.[33]
- 2010 — Premio Seiun a la mejor novela extranjera por La última colonia (The Last Colony).[34]
- 2010 — Premio Kurd Lasswitz a la mejor novela extranjera por El sueño del androide (The Android's Dream).[35]
- 2013 — Premio Locus a la mejor novela de ciencia ficción por Redshirts.[36]
- 2013 — Premio Hugo a la mejor novela por Redshirts.[37]
- 2013 — Premio Seiun a la mejor novela extranjera por El sueño del androide (The Android's Dream).[34]
- 2016 — Premio Geffen por la novela Redshirts.[38]
- 2018 — Premio Locus a la mejor novela de ciencia ficción por El fin del imperio (The Collapsing Empire).[39]
- 2020 — Dragon Award a la mejor novela de ciencia ficción por La última emperox (The Last Emperox).[40]